# مکواری

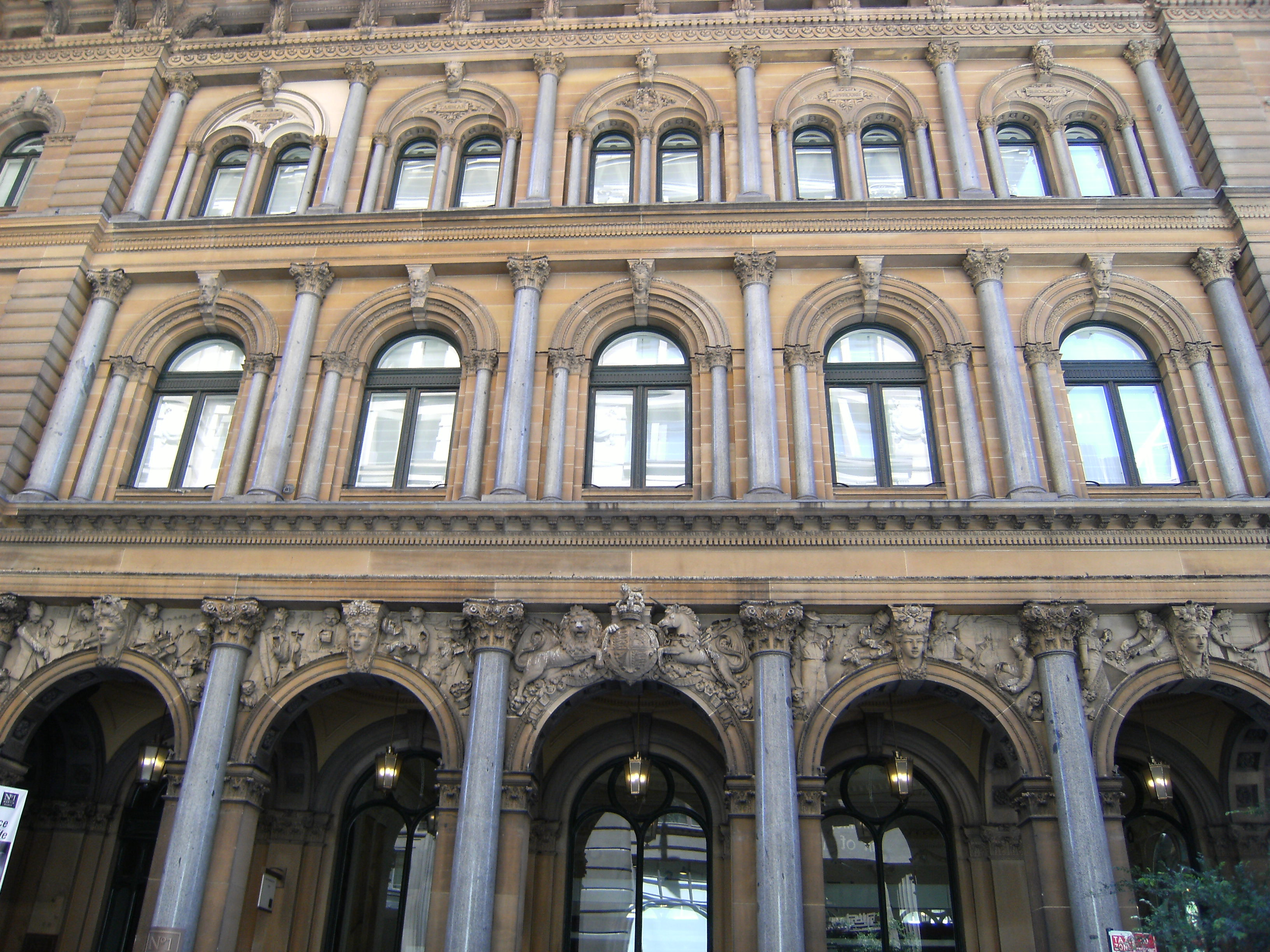
ساختمان مرکزی مکواری بانک در سیدنی

مکواری (به انگلیسی: Macquarie) شرکت خدمات مالی و بانکداری استرالیایی است، که به‌عنوان بزرگترین ارائه‌کننده خدمات بانکداری سرمایه‌گذاری و مدیریت سرمایه‌گذاری در کشور استرالیا شناخته می‌شود.
این بانک در سال ۱۹۷۰ به‌عنوان شعبه‌ای از بانک بریتانیایی هیل ساموئل فعالیت خود را در شهر سیدنی، تنها با ۳ کارمند آغاز نمود و در سال ۱۹۸۵ از هیل ساموئل تفکیک شد و بعنوان دومین بانک خصوصی استرالیا، تحت نام بانک مکواری ثبت گردید.
شعبه مرکزی بانک مکواری در شهر سیدنی، استرالیا قرار دارد و بخشی از سهام آن در بازارهای بورس لندن و بورس اوراق بهادار استرالیا معامله می‌شود.